# Gastón Mazzacane
Gastón Hugo Mazzacane (La Plata, Argentina; 8 de mayo de 1975) es un piloto argentino de automovilismo. Es hijo del actual presidente de la Asociación Corredores de Turismo Carretera y expiloto de la mencionada categoría Hugo Mazzacane. Compitió a nivel nacional e internacional, destacándose sus participaciones en 2000 y 2001 en Fórmula 1, categoría en la que compitió en 21 ocasiones, sin alcanzar a sumar puntos. Compitió en el año 2000 a las órdenes del equipo Minardi, cerrando su primer año completo en Fórmula 1 para luego pasar en 2001 al equipo Prost, donde tras cuatro competencias sería despedido por problemas financieros de sus patrocinadores y de la escudería en sí.

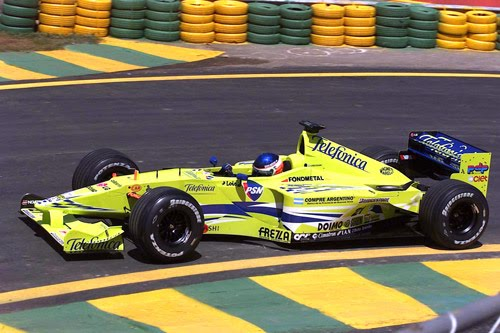
Mazzacane conduciendo el Minardi M02 en.

Tras su salida de la Fórmula 1, compitió también en la Champ Car, en la Fórmula Truck de Brasil. En su país compitió en las categoría Top Race V6 y Turismo Carretera. En la actualidad, continua dentro del Turismo Carretera. Asimismo en 2018, no solo formó parte del grupo de pilotos que participaron en la temporada inaugural de la TC Pick Up, sino que además tuvo el privilegio de consagrarse como su primer campeón, compitiendo al comando de una unidad Volkswagen Amarok.

## Carrera deportiva

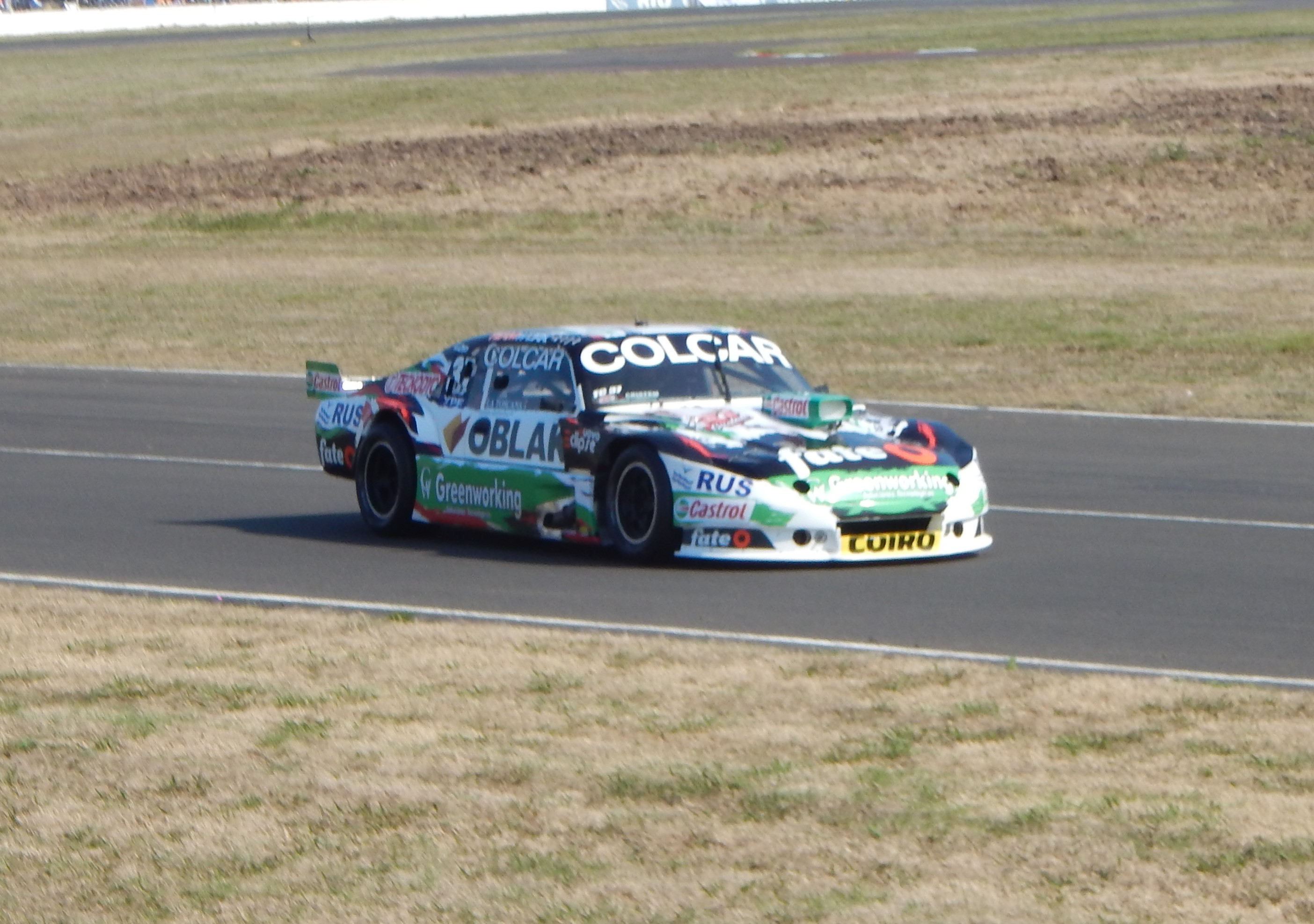
Mazzacane en un Chevy en el Circuito de Paraná, por la temporada del TC del 2015.

Nacido en La Plata en 1975, y como hijo de un expiloto de Turismo Carretera, la vida de Gastón Mazzacane estaría ligada a los autos de carrera inexorablemente. A los 12 años decidiría incursionar en el mundo del kart, para luego de cinco años pasaría a probar suerte en el automovilismo profesional. Con 17 años, tuvo su primera experiencia deportiva en turismos al participar con un Datsun 280 ZX en el Club Argentino de Pilotos en 1992. En 1993 iniciaría su carrera deportiva internacional, al participar en la Fórmula 3 Sudamericana, alcanzando el subcampeonato y pasando un año más tarde a competir en Europa, compitiendo sucesivamente en las categorías Fórmula 3 Italiana y Fórmula 3000 Internacional y Fórmula 2000 italiana (campeón en 1994). En 1999 su carrera tomaría impulso al ser convocado por el equipo Minardi de Fórmula 1, para su programa de pilotos probadores del cual terminaría saliendo convocado como piloto oficial para la temporada 2000. A la par de sus pruebas con el Minardi, Mazzacane competiría también en el Campeonato de Sport Prototipos de la FIA, subiéndose a un Ferrari 333 SP con el cual conseguiría alcanzar una victoria y un tercer puesto.
A finales de febrero de 2000, quedó sellada su contratación por Minardi, junto al español Marc Gené quien ya permanecía en la escudería desde la temporada anterior. Durante ese campeonato el mejor resultado de Mazzacane fue un octavo puesto, en el Gran Premio de Europa (Nürburgring, 21 de mayo de 2000) a mandos de su Minardi-Fondmetal; terminando 12 de las 17 carreras. Sus resultados fueron muy similares a los de su compañero de equipo, de hecho, en nueve carreras de las diecisiete Gené llegó adelante y en las ocho restantes, Mazzacane prevaleció sobre su compañero. Una de sus actuaciones más destacadas, se dio en el Gran Premio de los Estados Unidos de 2000, donde a pesar de haber abandonado por problemas motrices, llegó a ubicarse tercero en la vuelta número 11 (Debido a las paradas en pits de los rivales por la lluvia), resistiendo los embates del entonces campeón mundial Mika Häkkinen.
Al año siguiente y con la ayuda de su patrocinador, PSN, corrió al principio de la temporada con el equipo Prost Grand Prix, pero fue reemplazado por Luciano Burti luego de cuatro carreras debido a problemas con sus patrocinadores, y una maniobra de Alain Prost para satisfacer una exigencia de su nuevo socio Pedro Diniz quien había adquirido un porcentaje del paquete accionario del equipo, ya que el Prost Grand Prix atravesaba severos problemas financieros.
Tras su polémica salida del equipo Prost, Mazzacane analizaba seriamente el retiro hasta que, a finales del año 2001, tras conocerse la noticia de la quiebra del equipo Prost, una compañía bancaria británica Phoenix Finance o DART (quienes tenían relaciones con el director del equipo Arrows de Tom Walkinshaw) compró algunos de los restos de Prost Grand Prix, superando a la oferta de Paul Stoddart de Minardi, poco antes del Gran Premio de Australia de 2002, el piloto argentino firmó con el nuevo equipo junto con Tarso Marques. El equipo pretendía ingresar a la Fórmula 1 en la siguiente ronda, el Gran Premio de Malasia, pero todo resultó un fraude ya que la FIA negó la entrada del equipo debido a que la entidad había comprado solamente algunos activos del equipo Prost pero no todo el equipo, por lo tanto fueron considerados como equipo nuevo y debían pagar una tarifa para ingresar el campeonato en cual nunca lo hicieron. Esta situación, terminaría dejando a pie durante los siguientes años al piloto argentino, hasta que en 2004 conseguiría reiniciar su carrera corriendo en la categoría Champ Car, recibiendo una invitación del equipo de Dale Coyne y por recomendación de su amigo Tarso Marques. Allí finalizó sexto en Toronto como único resultado entre los 10 mejores, y finalizó 17.º en la tabla general.
En 2008 corrió en Brasil en la Fórmula Truck. Participó con un camión frontal Mercedes-Benz. Tras esta experiencia, decidió volver a su país de origen donde reiniciaría su carrera compitiendo en las categorías Top Race V6 y Turismo Carretera.
En la primera, hizo su presentación compitiendo con diferentes marcas, destacándose a los mandos de unidades Ford Mondeo II, Mercedes-Benz Clase C, Ford Mondeo III y Volkswagen Passat V. De esta categoría se terminaría retirando con cierta polémica, al ser duramente cuestionado por los directivos de la misma, por no abonar un canon de reparaciones que cada piloto debe asumir por los daños que reciban sus unidades en cada competencia. Mazzacane se defendería indicando que haber sido expulsado de la categoría por su parentesco con el vicepresidente de ACTC (su padre Hugo Mazzacane) y debido al conflicto que se generara al renunciar la categoría Top Race a la fiscalización de ACTC.
Por su parte, en el Turismo Carretera, había debutado en 2010 participando a bordo de una unidad Chevrolet Chevy sin tener resultados relevantes. A partir de allí, comenzaría a competir en forma casi exclusiva en esta categoría, y siempre defendiendo la misma marca. Asimismo, también realizaría participaciones en la categoría TC Mouras compitiendo como piloto invitado en las fechas especiales organizadas por dicha divisional de ACTC. También en los años 2008 y 2009 formó parte de la delegación del Automóvil Club Argentino que participara en la categoría FIA GT, compitiendo a bordo de un Ferrari 550 Maranello y formando parte de la tripulación compuesta por Esteban Tuero, José María López y Martín Basso.
El 1 de octubre de 2013, Gastón Mazzacane inició su carrera dirigencial dentro del automovilismo, cuando tras conocerse la renuncia de Oscar Aventin al frente de la Asociación Corredores de Turismo Carretera, fue convocado por su padre Hugo Mazzacane para integrar la nueva comisión directiva de este organismo, siendo proclamado finalmente como vicepresidente segundo de la ACTC. La nueva comisión directiva sería encabezada por su propio padre, quien tras haber sido vicepresidente del renunciante Aventín, sería ungido como el nuevo presidente de la ACTC.

## Resumen de carrera
| Temporada | Categoría                                 | Equipo                       | Carreras          | Victorias         | Poles             | VR                | Podios            | Puntos            | Pos.              |
| --------- | ----------------------------------------- | ---------------------------- | ----------------- | ----------------- | ----------------- | ----------------- | ----------------- | ----------------- | ----------------- |
| 1993      | Fórmula 3 Sudamericana                    |                              | ?                 | ?                 | ?                 | ?                 | ?                 | 0                 | NC                |
| 1994      | Campeonato de Italia de Fórmula 3         | RC Motorsport                | 4                 | 0                 | 0                 | ?                 | 0                 | 6                 | 23.º              |
| 1994      | Fórmula 2000                              | RC Motorsport                | ?                 | ?                 | ?                 | ?                 | ?                 | ?                 | 1.º               |
| 1995      | Campeonato de Italia de Fórmula 3         | BVM Racing                   | 20                | 0                 | 0                 | 0                 | 0                 | 16                | 17.º              |
| 1995      | Masters de Fórmula 3                      | BVM Racing                   | 1                 | 0                 | 0                 | 0                 | 0                 | N/A               | 18.º              |
| 1996      | Fórmula 3000 Internacional                | Auto Sport Racing            | 9                 | 0                 | 0                 | 0                 | 0                 | 0                 | NC                |
| 1997      | Fórmula 3000 Internacional                | Auto Sport Racing            | 9                 | 0                 | 0                 | 0                 | 0                 | 0                 | NC                |
| 1998      | Fórmula 3000 Internacional                | Team Astromega               | 11                | 0                 | 0                 | 0                 | 0                 | 2                 | 21.º              |
| 1999      | Fórmula 1                                 | Fondmetal Minardi Team       | Piloto de pruebas | Piloto de pruebas | Piloto de pruebas | Piloto de pruebas | Piloto de pruebas | Piloto de pruebas | Piloto de pruebas |
| 1999      | Copa Mundial de Sport Prototipos - SR1    | GLV Brums                    | 6                 | 1                 | 0                 | 0                 | 2                 | 51                | 10.º              |
| 1999      | Fórmula 3000 Internacional                | GP Racing                    | 0                 | 0                 | 0                 | 0                 | 0                 | 0                 | NC                |
| 2000      | Fórmula 1                                 | Telefónica Minardi Fondmetal | 17                | 0                 | 0                 | 0                 | 0                 | 0                 | 21.º              |
| 2000      | Fórmula 1                                 | Arrows F1 Team               | Piloto de pruebas | Piloto de pruebas | Piloto de pruebas | Piloto de pruebas | Piloto de pruebas | Piloto de pruebas | Piloto de pruebas |
| 2001      | Fórmula 1                                 | Prost Acer                   | 4                 | 0                 | 0                 | 0                 | 0                 | 0                 | 25.º              |
| 2004      | Champ Car World Series                    | Dale Coyne Racing            | 10                | 0                 | 0                 | 0                 | 0                 | 76                | 17.º              |
| 2005      | Top Race V6                               | Palermo Hollywood Racing     | 8                 | 0                 | 0                 | 0                 | 0                 | 34                | 19.º              |
| 2006      | Top Race V6                               | Palermo Hollywood Racing     | 1                 | 0                 | 0                 | 0                 | 0                 | 3                 | 42.º              |
| 2006      | Top Race V6                               | Lifschitz Competición        | ?                 | 0                 | 0                 | 0                 | 0                 | 3                 | 42.º              |
| 2007      | Top Race V6                               | AS Racing                    | 11                | 0                 | 0                 | ?                 | 0                 | 28                | 26.º              |
| 2007      | Turismo Competición 2000                  | Sportteam Competición        | 2                 | 0                 | 0                 | 0                 | 0                 | 0                 | NC†               |
| 2007      | Rolex Sports Car Series - DP              | VICI Racing                  | 1                 | 0                 | 0                 | 0                 | 0                 | 4                 | 81.º              |
| 2008      | Fórmula Truck                             | ABF Competições              | 6                 | 0                 | 0                 | 0                 | 0                 | 17                | 13.º              |
| 2008      | Campeonato FIA GT - GT1                   | Escudería ACA Argentina      | 4                 | 0                 | 0                 | 0                 | 0                 | 0                 | NC                |
| 2008      | Top Race V6                               | AS Racing                    | 12                | 0                 | 0                 | 0                 | 0                 | 41                | 24.º              |
| 2009      | Fórmula Truck                             | ABF Ford                     | 6                 | 0                 | 0                 | 0                 | 0                 | 5                 | 23.º              |
| 2009      | Turismo Carretera                         | CRG Motor Sport              | 1                 | 0                 | 0                 | 0                 | 0                 | 4.5               | 55.º              |
| 2009      | Top Race V6                               | Sportteam                    | 13                | 0                 | 0                 | 0                 | 0                 | 12                | 20.º              |
| 2010      | Turismo Carretera                         | Alifraco Sport               | 7                 | 0                 | 0                 | 0                 | 0                 | 11                | 51.º              |
| 2010      | Copa América de Top Race V6               | Halcón Motorsport            | 4                 | 0                 | 0                 | 0                 | 0                 | 23                | 29.º              |
| 2011      | Torneo de pilotos invitados del TC Mouras |                              | 2                 | 0                 | 0                 | 0                 | 0                 | 0                 | 29.º              |
| 2011      | Turismo Carretera                         | Sportteam                    | 11                | 0                 | 0                 | 0                 | 0                 | 22                | 47.º              |
| 2012      | Turismo Carretera                         | JP Racing                    | 15                | 0                 | 0                 | 0                 | 0                 | 27                | 41.º              |
| 2013      | Torneo de pilotos invitados del TC Mouras |                              | 1                 | 0                 | 0                 | 0                 | 1                 | 18.5              | 20.º              |
| 2013      | Turismo Carretera                         | JP Racing                    | 14                | 0                 | 0                 | 0                 | 0                 | 85                | 42.º              |
| 2014      | Torneo de pilotos invitados del TC Mouras | JP Racing                    | 2                 | 0                 | 0                 | 1                 | 2                 | 0                 | NC                |
| 2014      | Turismo Carretera                         | JP Racing                    | 16                | 0                 | 0                 | 0                 | 0                 | 125.5             | 36.º              |
| 2015      | Turismo Carretera                         | Coiro Dole Racing            | 16                | 0                 | 0                 | 0                 | 0                 | 193               | 29.º              |
| 2016      | Turismo Carretera                         | Dole Racing                  | 16                | 0                 | 1                 | 0                 | 1                 | 480.5             | 10.º              |
| 2017      | Turismo Carretera                         | Coiro Dole Racing            | 16                | 0                 | 3                 | 2                 | 4                 | 433.5             | 5.º               |
| 2018      | TC Pick Up                                | Dole Racing                  | 5                 | 1                 | 0                 | 0                 | 3                 | 50                | 1.º               |
| 2018      | Torneo de pilotos invitados del TC Mouras | Dole Racing                  | 5                 | 0                 | 0                 | 2                 | 1                 | 0                 | NC                |
| 2018      | Turismo Carretera                         | Coiro Dole Racing            | 14                | 0                 | 0                 | 0                 | 1                 | 315.5             | 15.º              |
| 2019      | TC Pick Up                                | Dole Racing                  | 10                | 0                 | 0                 | 0                 | 0                 | 74                | 11.º              |
| 2019      | Turismo Carretera                         | Dole Racing                  | 15                | 0                 | 0                 | 0                 | 1                 | 318               | 14.º              |
| 2020      | TC Pick Up                                | Coiro Dole Racing            | 7                 | 0                 | 0                 | 0                 | 1                 | 219               | 4.º               |
| 2020      | Turismo Carretera                         | Coiro Dole Racing            | 11                | 0                 | 0                 | 0                 | 2                 | 303.25            | 7.º               |
| 2021      | TC Pick Up                                | Coiro Dole Racing            | 11                | 1                 | 0                 | 0                 | 1                 | 247.5             | 8.º               |
| 2021      | Turismo Carretera                         | Coiro Dole Racing            | 15                | 1                 | 0                 | 1                 | 2                 | 298.5             | 15.º              |
| 2022      | TC Pick Up                                | Coiro Dole Racing            | 11                | 0                 | 0                 | 1                 | 0                 | 251.5             | 7.º               |
| 2022      | Turismo Carretera                         | Coiro Dole Racing            | 14                | 1                 | 0                 | 0                 | 1                 | 203.5             | 27.º              |
| 2023      | TC Pick Up                                | Coiro Dole Racing            | Disputándose      | Disputándose      | Disputándose      | Disputándose      | Disputándose      | Disputándose      | Disputándose      |
| 2023      | Turismo Carretera                         | Dole Racing                  | Disputándose      | Disputándose      | Disputándose      | Disputándose      | Disputándose      | Disputándose      | Disputándose      |
| Fuentes:  |                                           |                              |                   |                   |                   |                   |                   |                   |                   |

- † Era piloto invitado, por lo que no sumó puntos.

## Resultados

### Fórmula 3000 Internacional
(Clave) (negrita indica pole position) (cursiva indica vuelta rápida)

| Año     | Escudería         | 1       | 2       | 3       | 4       | 5       | 6      | 7       | 8       | 9       | 10      | 11     | 12      | Pos. | Puntos |
| ------- | ----------------- | ------- | ------- | ------- | ------- | ------- | ------ | ------- | ------- | ------- | ------- | ------ | ------- | ---- | ------ |
| 1996    | Auto Sport Racing | NÜR Ret | PAU DNQ | PER 14  | HOC Ret | SIL 11  | SPA 19 | MAG Ret | EST 10  | MUG Ret | HOC Ret |        |         | 22.º | 0      |
| 1997    | Auto Sport Racing | SIL 10  | PAU DNQ | HEL Ret | NÜR 10  | PER 15  | HOC 10 | A1R 17  | SPA 11  | MUG 10  | JER Ret |        |         | 28.º | 0      |
| 1998    | Team Astromega    | OSC 6   | IMO 7   | CAT Ret | SIL 6   | MON 12  | PAU 9  | A1R Ret | HOC Ret | HUN Ret | SPA DNQ | PER 13 | NÜR Ret | 21.º | 2      |
| 1999    | GP Racing         | IMO     | MON     | CAT     | MAG     | SIL DNQ | A1R    | HOC     | HUN     | SPA     | NÜR     |        |         | NC   | 0      |
| Fuente: |                   |         |         |         |         |         |        |         |         |         |         |        |         |      |        |

### Fórmula 1
(Clave) (negrita indica pole position) (cursiva indica vuelta rápida)

| Año     | Escudería                    | 1       | 2      | 3       | 4       | 5      | 6     | 7       | 8      | 9       | 10     | 11     | 12      | 13     | 14     | 15      | 16     | 17      | Pos. | Puntos |
| ------- | ---------------------------- | ------- | ------ | ------- | ------- | ------ | ----- | ------- | ------ | ------- | ------ | ------ | ------- | ------ | ------ | ------- | ------ | ------- | ---- | ------ |
| 2000    | Telefónica Minardi Fondmetal | AUS Ret | BRA 10 | SMR 13  | GBR 15  | ESP 15 | EUR 8 | MON Ret | CAN 12 | FRA Ret | AUT 12 | GER 11 | HUN Ret | BEL 17 | ITA 10 | USA Ret | JPN 15 | MYS 13† | 21.º | 0      |
| 2001    | Prost Acer                   | AUS Ret | MYS 12 | BRA Ret | SMR Ret | ESP    | AUT   | MON     | CAN    | EUR     | FRA    | GBR    | GER     | HUN    | BEL    | ITA     | USA    | JPN     | 25.º | 0      |
| Fuente: |                              |         |        |         |         |        |       |         |        |         |        |        |         |        |        |         |        |         |      |        |

### Champ Car World Series
| Año     | Escudería         | Chasis      | Motor         | 1   | 2   | 3      | 4      | 5      | 6     | 7       | 8      | 9      | 10     | 11    | 12     | 13  | 14  | Pos. | Puntos |
| ------- | ----------------- | ----------- | ------------- | --- | --- | ------ | ------ | ------ | ----- | ------- | ------ | ------ | ------ | ----- | ------ | --- | --- | ---- | ------ |
| 2004    | Dale Coyne Racing | Lola B02/00 | Ford XFE V8 t | LBH | MTY | MIL 16 | POR 13 | CLE 12 | TOR 6 | VAN DNS | ROA 18 | DEN 15 | MTL 12 | LS 13 | LVS 15 | SRF | MXC | 17.º | 73     |
| Fuente: |                   |             |               |     |     |        |        |        |       |         |        |        |        |       |        |     |     |      |        |

### Top Race
| Temporada | Categoría   | Vehículo            | Equipo                   | Posición final      |
| --------- | ----------- | ------------------- | ------------------------ | ------------------- |
| 2005      | Top Race V6 | Ford Mondeo II      | Palermo Hollywood Racing | 19.º (34.00 puntos) |
| 2006      | Top Race V6 | BMW E90             | Palermo Hollywood Racing | 42.º (3.00 puntos)  |
| 2006      | Top Race V6 | Alfa Romeo 156      | Lifschitz Competición    | 42.º (3.00 puntos)  |
| 2007      | Top Race V6 | Volkswagen Passat V | AS Racing                | 26.º (28.00 puntos) |
| 2008      | Top Race V6 | Peugeot 407         | AS Racing                | 24.º (41.00 puntos) |
| 2009      | Top Race V6 | Mercedes-Benz C-203 | Sportteam                | 20.º (12.00 puntos) |
| 2009      | Top Race V6 | Ford Mondeo III     | Sportteam                | 20.º (12.00 puntos) |
| CA 2010   | Top Race V6 | Volkswagen Passat V | Halcón Motorsport        | 30.º (23.00 puntos) |
| TC 2010   | Top Race V6 | Volkswagen Passat V | Halcón Motorsport        | Sin puntos          |
| Fuente:   |             |                     |                          |                     |

### Turismo Competición 2000
| Año  | Equipo                | Auto            | 1  | 2  | 3  | 4   | 5   | 6  | 7  | 8   | 9   | 10  | 11 | 12  | 13 | 14  | Res. | Puntos |
| ---- | --------------------- | --------------- | -- | -- | -- | --- | --- | -- | -- | --- | --- | --- | -- | --- | -- | --- | ---- | ------ |
| 2007 |                       |                 | CR | GR | BB | SMM | SJU | SP | AG | SFE | SRA | VIE | BA | OBE | SL | PDE | -    | -      |
| 2007 | Sportteam Competición | Volkswagen Bora |    |    |    |     |     |    |    |     |     |     |    |     | 15 | 15  | -    | -      |

## Palmarés
| Título     | Categoría               | Automóvil          | Año  |
| ---------- | ----------------------- | ------------------ | ---- |
| Subcampeón | F3 Sudamericana Clase B | Dallara-Alfa Romeo | 1993 |
| Campeón    | Fórmula 2000            | Dallara-Volkswagen | 1994 |
| Campeón    | TC Pick Up              | Volkswagen Amarok  | 2018 |
| Fuente:    |                         |                    |      |

### Citas
1. ↑  «La historia de la semana: Phoenix Finance / DART Grand Prix, el equipo fantasma». Competición. Consultado el 20 de mayo de 2018.
2. ↑  «Mazzacane vs. el Top Race». Archivado desde el original el 25 de octubre de 2010. Consultado el 26 de septiembre de 2012.
3. ↑  Hugo Mazzacane reemplazó a Aventín en la presidencia de la ACTC
4. ↑  Autobiografía de Gastón Mazzacane, para Top Race
5. 1 2 3  «Gastón Mazzacane | Racing carrer profile | Driver Database». Driver Database (en inglés). Consultado el 5 de mayo de 2020.
6. ↑  «Trayectoria completa de Gastón Mazzacane». Archivado desde el original el 18 de noviembre de 2018. Consultado el 26 de noviembre de 2018.
7. ↑  «1998 FIA F3000 International Championship | Motor Sport Magazine Database». Motor Sport Magazine (en inglés). Consultado el 5 de mayo de 2020.
8. ↑  «Gaston MAZZACANE • STATS F1». STATS F1. Consultado el 5 de mayo de 2020.
9. ↑  «2004 Bridgestone Champ Car World Series | Motor Sport Magazine Database». Motor Sport Magazine (en inglés). Consultado el 5 de mayo de 2020.